# Línea Albatera-Torrevieja
La línea Albatera-Torrevieja fue un ramal ferroviario de 27,3 kilómetros de longitud que conectaba las ciudades de Albatera y Torrevieja, en la provincia de Alicante. Pertenecía a la línea Murcia-Alicante. Se trataba de una línea de ancho ibérico (1668 milímetros), no electrificada y de vía única. Inaugurada en 1884, se cerró en 1986 y desmanteló finalmente en los años 90. A pesar de ya no existir, el trazado sigue perteneciendo al Estado (Antes a RENFE, desde 2004 a Adif). Actualmente, parte del ramal se ha reconvertido en vía verde.

## Historia
Tras muchos planes de construcción, la línea Alicante-Alquerías se inauguró el 11 de mayo de 1884. El ramal dio servicio ferroviario a las ciudades de la comarca de la Vega Baja de Almoradí, Dolores, Benijófar, Rojales y Torrevieja, inicialmente. El 19 de julio de 1911, se abrió al servicio el apeadero de Las Moreras, cuyo nombre proviene de la finca en la que se construyó, aunque la población más cercana y a la que daba servicio era Los Montesinos. La gestión del ferrocarril corrió a cargo de Andaluces hasta que quebrara la empresa y en 1936 el gobierno republicano traspasara la gestión a la Compañía Nacional de los Ferrocarriles del Oeste. Finalmente, con la creación en 1941 de RENFE se volvió a incautar la línea.
El objetivo primigenio de la construcción del ramal fue el transporte de la sal de las Salinas de Torrevieja a Alicante para exportarla a través del puerto. Para dicho cometido, se habilitó un cargadero descubierto paralelo a la vía, cerca del final de línea en la estación de Torrevieja, a donde llegaba un ramal de la red de vía estrecha de la propia industria salinera. Esto afectó negativamente a la población de la ciudad, que en aquella época se dedicaba casi totalmente al puerto y las salinas. Tras manifestaciones y reivindicaciones, se consiguió que cesara el transporte de la sal y se comenzara a construir un cargadero marítimo en el puerto de la ciudad.
La ansiada y dilatada construcción del puerto, precisó de la instalación de dos ramales en la línea, uno para cargar piedras y otro para descargarlas en el puerto. El primer ramal salía de la estación de Albatera hacia unas canteras muy próximas, de ahí se trasportaba el material de obra hasta Torrevieja en cuya estación emanaba el segundo ramal que llegaba hasta el principio del puerto en construcción. Tan pronto se realizaron las obras, se desmantelaron ambos ramales.
Con el crecimiento demográfico y la creación de nuevos puestos de empleo, se hizo posible la construcción de un ramal a industria salinera en Torrevieja. Era circulado por trenes de mercancías cada dos semanas.
En competencia al ferrocarril fue abriéndose paso el transporte por carretera. Como el servicio ferroviario de viajeros de la línea era deficiente y no se invertía capital, los usuarios se decantaron por el automóvil. En los años sesenta, los cañizos y las malezas imperaban en varias partes de la línea. Tanto fue así que la vía de cargadero de Almoradí-Dolores quedó inservible. Dicha información fue transmitida al factor de circulación en Alquerías-Santomera, pero se desentendió el ramal debido a su poca explotación. Poco a poco se fue invirtiendo menos. El 17 de marzo de 1966 la estación de Benijófar-Rojales pasó a ser apeadero sin personal. Las malezas siguieron invadiendo el trazado tanto que se redujo la velocidad máxima a 40 km/h.
Debido a la poca explotación del ramal y el mal estado de las vías, el 12 de enero de 1970 se cancela el servicio de viajeros y se cierran las estaciones en todo el recorrido. Sin embargo, un tren de mercancías seguía circulando cada dos semanas hasta la industria salinera para recoger sal y llevarla hasta Alicante. En consecuencia de las fuertes tormentas y riadas de 1986, la peana de la vía se debilitó y provocó el hundimiento de una traviesa que hizo descarrilar al tren salinero, lo que supuso el cierre final del ramal tras 100 años de existencia. Irónicamente, poco tiempo después del cierre, se celebró el centenario de la línea Murcia-Alicante. Finalmente en los años 90, el gobierno central procedió al desmantelamiento de las vías promovido por la construcción de la AP-7.
A finales de los noventa, el ayuntamiento de Torrevieja solicita a RENFE la cesión del trazado que queda dentro de su término municipal y los edificios de la estación. Con el visto bueno de RENFE, el ayuntamiento procede a recuperar los edificios, dándoles una segunda vida útil como salas de exposiciones y museos; y el terreno que correspondía a la playa de vías se rehabilitó como un parque municipal.
A pesar del desmantelamiento del ramal, el trazado siguió perteneciendo a RENFE y, desde 2004, a Adif.

## Actualidad
Actualmente, existe en la zona un sentimiento reivindicativo de reconstrucción del ramal. Torrevieja es una de las dos ciudades española de más de 100.000 habitantes que no cuenta con servicio ferroviario. También cabe remarcar el gran crecimiento de las poblaciones de la comarca en la actualidad. La antigua línea, en caso de existir hoy día, atravesaría más términos municipales que en su inicio. A pesar de las insistencias de la población de la comarca, los gobiernos centrales se suceden haciendo promesas que no se llegan a cumplir. En los últimos años, la construcción del corredor del Mediterráneo y el Tren de la Costa, ha incluido la reconstrucción del ramal en los planes de estudio, pero no se reciben respuestas o son desfavorables.